# Donald Monro
Donald Monro, född 15 januari 1727 i Edinburgh, död 9 juni 1802 i London, var en brittisk läkare. Han var son till Alexander Monro (primus) och bror till Alexander Monro (secundus).
Monro var militärläkare i engelsk tjänst samt läkare på St George's Hospital i London. Han utgav arbeten bland annat på hygienens område.